# William Grenfell

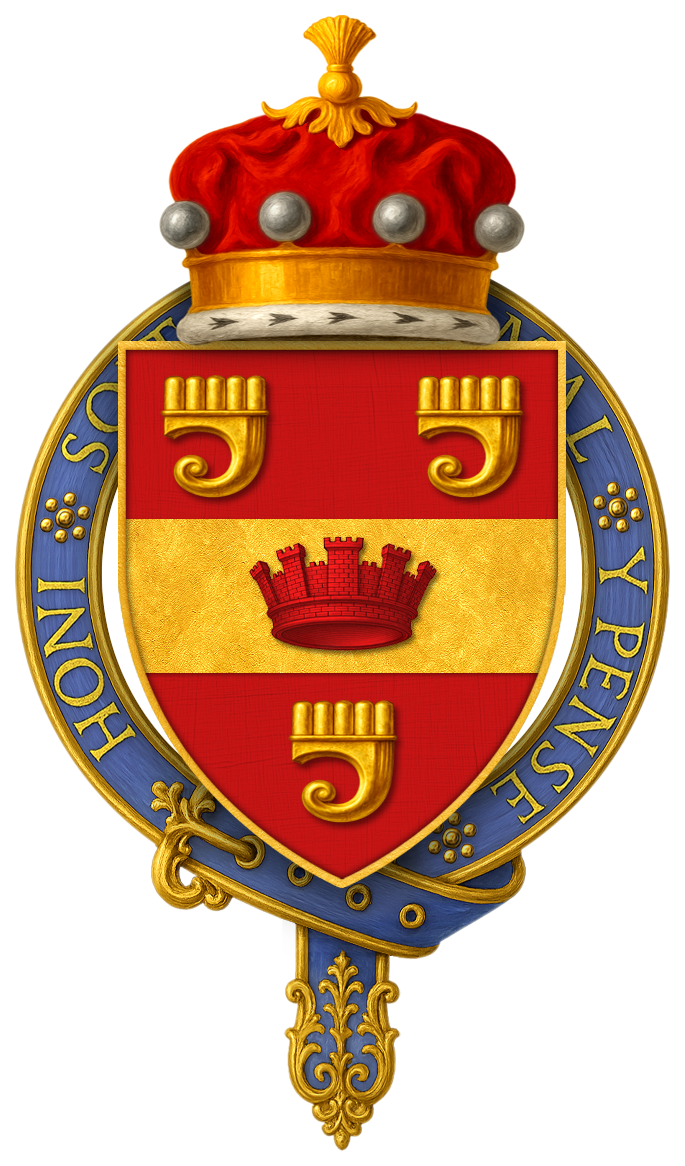
Blason de William Grenfell, 1er baron Desborough, KG, tel qu'affiché sur sa plaque dans la chapelle Saint-George.

William Henry Grenfell, 1er baron Desborough (30 octobre 1855 - 9 janvier 1945) est un athlète, sportif, fonctionnaire et un homme politique britannique. Il siège à la Chambre des communes d'abord pour le Parti libéral, puis pour les conservateurs entre 1880 et 1905, lorsqu'il est élevé à la pairie. Il est président du Thames Conservancy Board pendant trente-deux ans. 

## Jeunesse et éducation
Grenfell est le fils de Charles William Grenfell, ancien député de Sandwich, et de Georgiana Lascelles, fille de William Lascelles, député. Il est le neveu de Henry Riversdale Grenfell, banquier et homme politique, et le cousin germain d'Edward Grenfell, 1er baron St Just. Grenfell fait ses études à la Harrow School et au Balliol College d'Oxford. 

## Carrière athlétique
Grenfell rame pour Oxford dans The Boat Race, opposant Oxford à Cambridge,   en 1877 (seule égalité jamais enregistrée) et en 1878 (victoire d'Oxford). Il est président du Oxford University Boat Club en 1879. Il remporte la médaille d'argent en escrime en d'épée par équipe aux Jeux olympiques intercalaires de 1906. Il est le premier porte-drapeau de la Grande-Bretagne dans le défilé des nations. En 1908, il est président des Jeux olympiques de Londres. Il est également président de l'Athletic Club et du Bartitsu Club. Il est le tout premier capitaine du Maidenhead Rowing Club. 
Il apprécie l'alpinisme, la natation, la pêche et la chasse au gros gibier. Il nage deux fois dans les chutes du Niagara, escalade trois fois le Cervin, rame à travers la Manche et champion de la Upper Thames en punting.  Il est président de la Fédération britannique d'escrime, du Marylebone Cricket Club à Lords et de la Fédération britannique de tennis basée à Wimbledon. Un tournoi de golf pour joueurs de tennis survit en son nom depuis 1912, son premier prix étant la Coupe Desborough.  
Il est membre fondateur du Club de golf de Maidenhead dans le Berkshire, formé en 1896. Grenfell est le maire de Maidenhead en 1895 et 1896 tout en étant un riche homme d'affaires possédant plus de 10 000 acres de terrain autour de la ville. Grenfell offre de louer une partie de sa superficie près de la gare de Maidenhead, ce qui devient le club de golf de Maidenhead. Grenfell est l'un des 63 premiers membres du club. Le club organise la Grenfell Cup qui est toujours une compétition annuelle.  

## Carrière politique
Aux élections générales britanniques de 1880, Grenfell est élu député de Salisbury ; il perd son siège dans une élection partielle ministérielle en 1882 mais revient en 1885–1886. Il est élu député de Herefordshire en 1892. Politiquement, il est un libéral qui choisit de démissionner en 1893 plutôt que de soutenir le deuxième projet de loi irlandais sur le régime intérieur de Gladstone. Il revient à la Chambre des communes en 1900 en tant que conservateur. Le 30 décembre 1905, Grenfell est élevé à la pairie comme baron Desborough, de Taplow dans le comté de Buckingham. 

## Autres nominations publiques

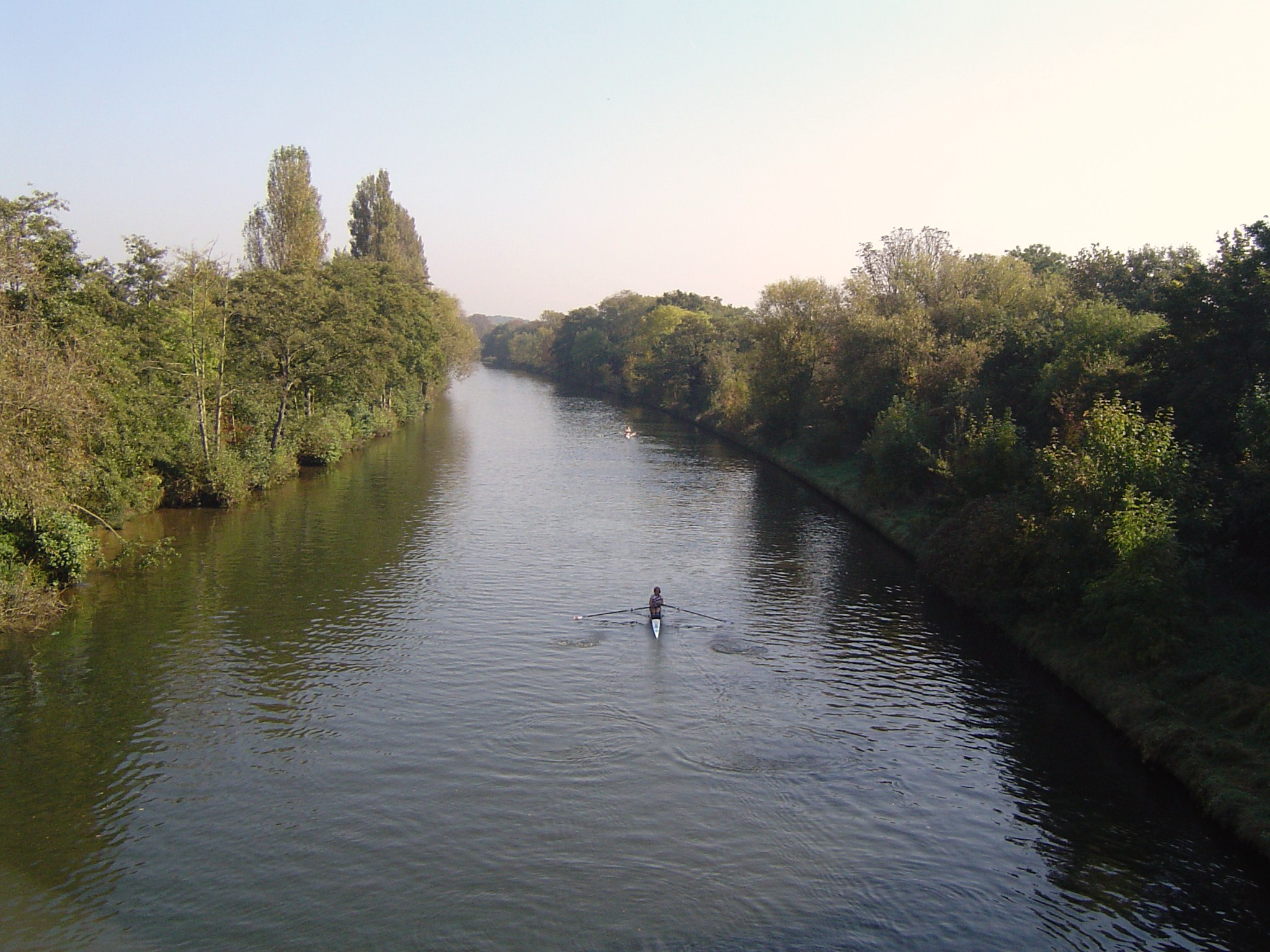
Le Desborough Cut depuis l'un des ponts.

Au cours d'une longue carrière consacrée au service public, il est président du Thames Conservancy Board de 1904 à 1937, de la Chambre de commerce de Londres et de la Société royale d'agriculture d'Angleterre. Il est grand intendant de Maidenhead, la ville la plus proche de son domicile à Taplow. Il y fait le don d'une ancienne fosse à craie, convertie pour être utilisée comme parc, pour célébrer le jubilé de diamant de la reine Victoria : ce parc, Grenfell Park, contient de nombreux arbres inhabituels, dont les graines ont été recueillies par Lord Desborough lors de ses voyages. Il est également un franc-maçon actif. Il est intendant de la régate royale de Henley. Il est juge de paix pour le Buckinghamshire et lieutenant adjoint pour Tower Hamlets. Il est nommé haut shérif du Buckinghamshire en 1889 Le 3 juin 1915, il est nommé lieutenant adjoint du Buckinghamshire. En 1919, préside le Comité Desborough qui enquête sur les conditions qui ont conduit aux grèves de police d'août 1918. Ses recommandations aboutissent à la promulgation de l'influent Police Act de 1919 qui change les conditions de travail de la police à Londres, Liverpool, Manchester, Birmingham entre autres. 
Desborough est CVO en 1907 et avancé à KCVO en 1908 puis GCVO (Knight Grand Cross) en 1925. En 1928, il est admis comme chevalier de l'ordre de la Jarretière. Il est un major du 1er bataillon, Buckinghamshire Rifle Volunteers à partir de février 1900. En novembre 1914, il est nommé président de l'Association centrale du Volunteer Training Corps, une milice volontaire de défense intérieure jusqu'à ce qu'elle soit dissoute en 1920. De 1924 à 1929, il est capitaine des yeomen de la Garde. Entre 1919 et 1929, il est président des Pilgrims of Great Britain. Il planifie et supervise la construction du Coupe Desborough, un canal de navigation entre les tronçons voisins de la Tamise à Walton-on-Thames et Weybridge, qui est ouvert en 1935. La grande île ainsi créée s'appelait l'Ile Desborough. 
Desborough meurt à l'âge de 89 ans. 

## Famille

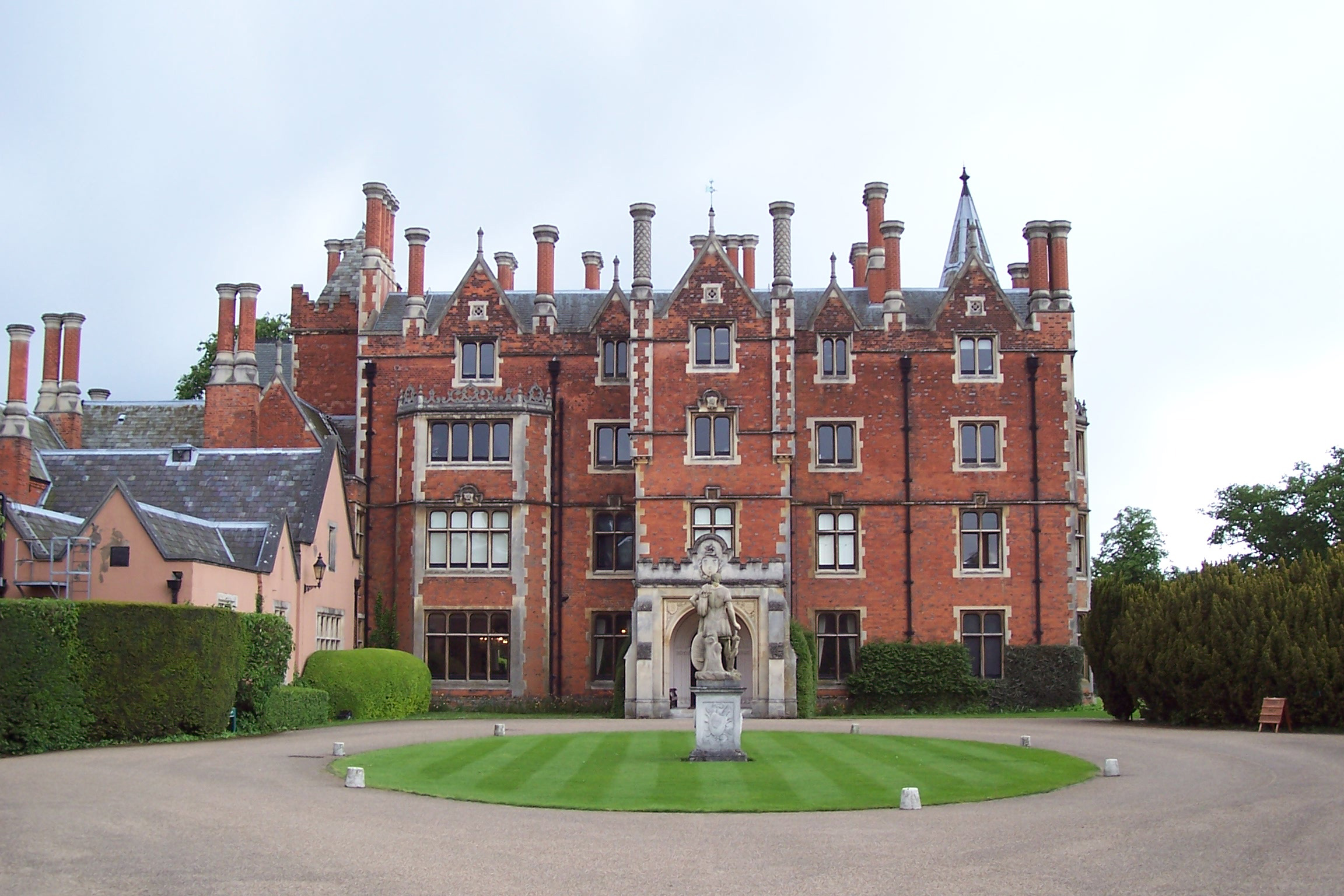
Vue de face de Taplow Court

Lord Desborough épouse Ethel Fane (27 juin 1867-28 mai 1952), fille de Julian Fane et petite-fille de John Fane (11e comte de Westmorland), en 1887. Ils ont trois fils et deux filles. Son fils aîné est le poète Julian Greenfell, tué au combat en 1915. Son deuxième fils, Gerald William Grenfell, est également été tué environ deux mois après son frère aîné. Son troisième fils, Ivo George Grenfellt décède en 1926 des suites d'un accident de voiture. Comme tous ses fils sont morts avant lui, la baronnie s'est éteinte. Ils vivent à Taplow Court où lui et sa femme organisent des rassemblements de l'élite et du groupe aristocratique The Souls, adjacent au bord de la rivière à Cliveden.   
Il est le propriétaire de Whiteslea Lodge sur le domaine Hickling à Norfolk, près du Hickling Broad.  C'est l'ancien pavillon de tir de Whiteslea Estate, qui a été largement amélioré et complété par Lord Desborough dans les années 1930. Son intérieur présentait de grandes frises de l'artiste ornithologue Roland Green. 